# Powarskaja-Straße

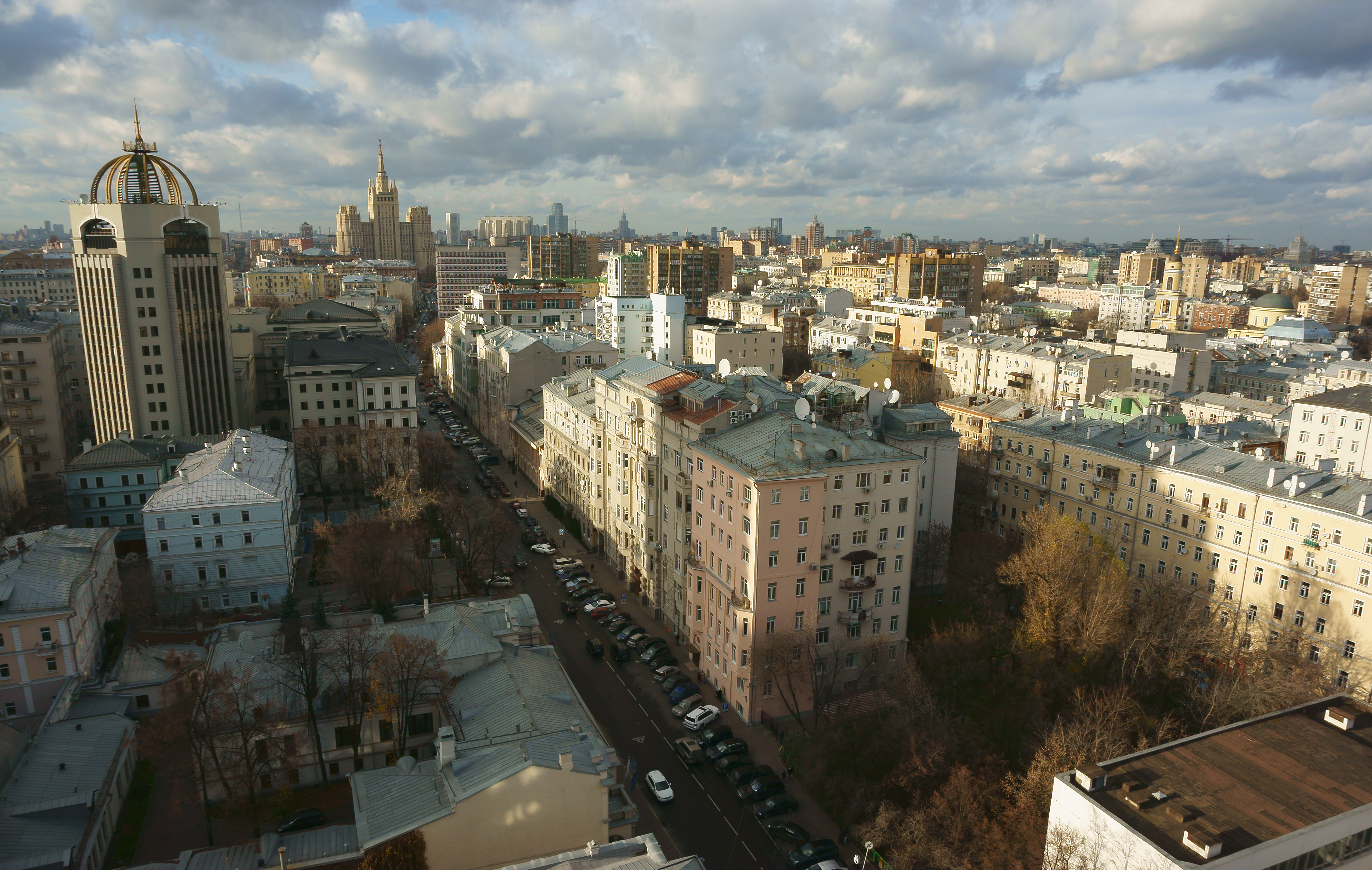
Die Powarskaja-Straße

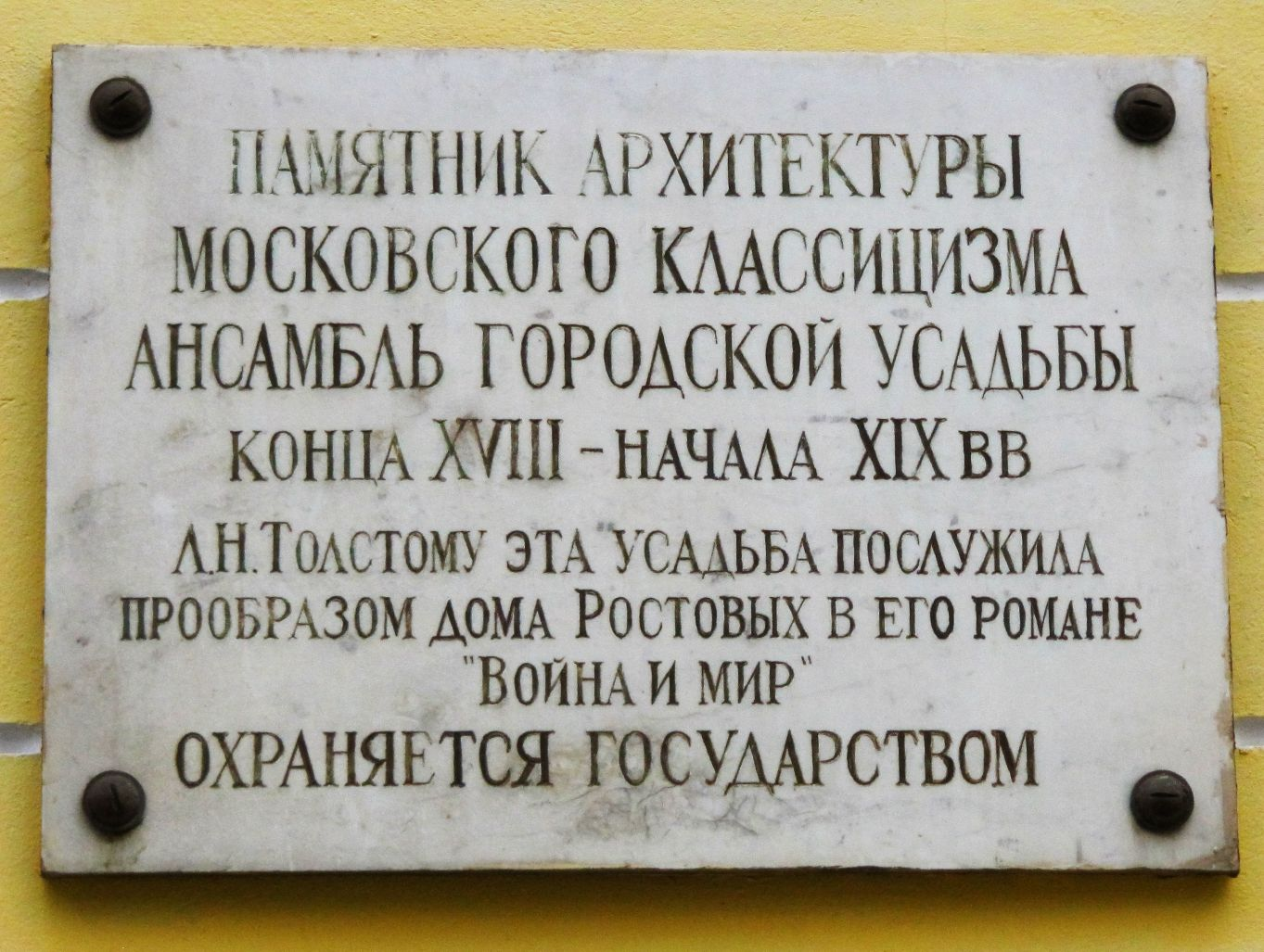
Gedenktafel an der Powarskaja-Straße 55. Das Gebäude diente Tolstoi als Vorbild für das Haus der Rostows in seinem Roman Krieg und Frieden.

Die Powarskaja-Straße (russisch Поварская улица), von 1923 bis 1993 Worowskowo-Straße (russisch улица Воровского) benannt, ist eine der ältesten Straßen in Moskau. Sie liegt im Zentrum Moskaus in den Stadtvierteln Arbat und Presnenski im Zentralen Verwaltungsbezirk und führt von der Straße Neuer Arbat zum Kudrinskaja-Platz.
In der Straße befinden sich herausragende Jugendstilgebäude, die um 1900 entstanden sind. Heute residieren in der Powarskaja-Straße zahlreiche Botschaften und der Oberste Gerichtshof Russlands.

## Herkunft des Namens
Der Straßenname geht auf das 16. Jahrhundert zurück, als das Gebiet von Köchen (russisch Powar) und Dienstpersonal der Hofküche bewohnt war. Auch die umliegenden Gassen wurden nach Hofbediensteten benannt (Chlebny Bäcker, Skatertny Tischtuch-Weber, Stolovy Tischler, Noschovy, Tschaschnikow).

## Geschichte
Die Powarskaja-Straße entstand als ein Teil des damaligen Wolotskaja-Weges von Moskau nach Weliki Nowgorod und führte damals bis zur Kreuzung der Wolotskaja und Smolenskaja, wo heute der Arbatskaja-Platz liegt. 1471 kehrte Iwan III. und 1572 Iwan IV. auf der Straße von Weliki Nowgorod zurück nach Moskau. Die Powarskaja sloboda entstand auf der rechten Straßenseite im 17. Jahrhundert und bestand hier bis zum 18. Jahrhundert. Nach urkundlichen Angaben lebten hier 1573 477 Köche und weiteres Dienstpersonal. Als Sankt Petersburg 1712 zur neuen Hauptstadt wurde, übertrug man dorthin den Hof mit der Hofküche. Dann begann sich die Powarskaja-Straße in einen aristokratischen Bezirk zu verwandeln. Die Zahl der Großgrundbesitzer nahm zu, allmählich verschwanden die kleineren Häuser. Die ersten Wohnhäuser aus Stein wurden erbaut sowie auch vier Kirchen. 1716 lebten in der Straße Fürsten P. M. Boryatinsky, L. B. Sibirsky, I. M. Gagarin, I. A. Galitzin, Fürstin Wolkonskaja und Zarewna Natalia Alexejewna – die Schwester von Peter I. Dennoch waren die meisten Wohngebäude aus Holz. 1775 waren rund 90 % der Steinbauwerke Kirchen. Beim Brand von Moskau (1812) wurden alle Holzgebäude zerstört.
Erst ab 1812 wurde mit dem Bau massiver Gebäude begonnen. Einige dieser Häuser sind bis heute erhalten – Wohnhäuser von Dolgorukow, Bludow, Scheremetjew, Gagarin. Außerdem lebten hier M. J. Lermontow, D. W. Dawydow und die Eltern von Puschkin. Puschkin selbst war auch oft zu Gast in der Powarskaja, wenn er hier lebende Freunde besuchte. 1831 las er hier sein Gedicht Poltawa vor. In einem Reisehandbuch für Moskau von 1831 steht: „Keine Straße ist glatter und gerader als Powarskaja. Sie hat keine majestätischen Gebäude, dennoch ist sie eine sehr schöne Straße“.
Ende des 19. Jahrhunderts wurde die Powarskaja-Straße als eine der ersten Straßen Moskaus begrünt. Entlang der Bürgersteige wurden 1899 Linden gepflanzt. Später wurden nach Plänen namhafter Architekten Wohnhäuser gebaut: für L. N. Kekuschew, P. P. Sikow, A. N. Seligson, N. W. Nikitin, A. S. Kamiski, W. E. Dubowski und andere. Außerdem wurden vor dem Ersten Weltkrieg einige Mietshäuser errichtet. 1914 hatte die Powarskaja 54 Häuser, darunter gehörten sechs der Kirche, vier verschiedenen Organisationen, 16 Fürsten und Grafen, 28 anderen namhaften Einwohnern. Im Sommer fuhren die Bewohner der Straße oft in ihre Ferienhäuser, so dass die Straße wie ausgestorben schien.
Im 18. und 19. Jahrhundert war die Powarskaja-Straße eine der von Aristokraten bevorzugte Straße Moskaus. Hier lebten Vertreter vieler Fürstengeschlechter, zum Beispiel aus den Häusern Dolgorukow, Galitzin, Scheremetew, Gagarin, Barjatinski oder Wolkonski. Am Anfang des 20. Jahrhunderts wurden auch Wohnhäuser von Geschäftsleuten errichtet (Morozow, Rjabuschinsky, Ochotnikow, Firsanow und andere). Die Straße ist mit dem Leben und Werk einiger bedeutender Figuren der russischen Kultur verbunden. Hier lebten die Schriftsteller M. J. Lermontow, G. R. Derschawin, N. P. Ogarjow, P. I. Melnikow-Petscherski, I. A. Bunin, die Schauspieler W. F. Komissarschewskaja und A. A. Jablotschkina und die Komponisten M. M. Ippolitow-Iwanow und N. J. Mjaskowski.

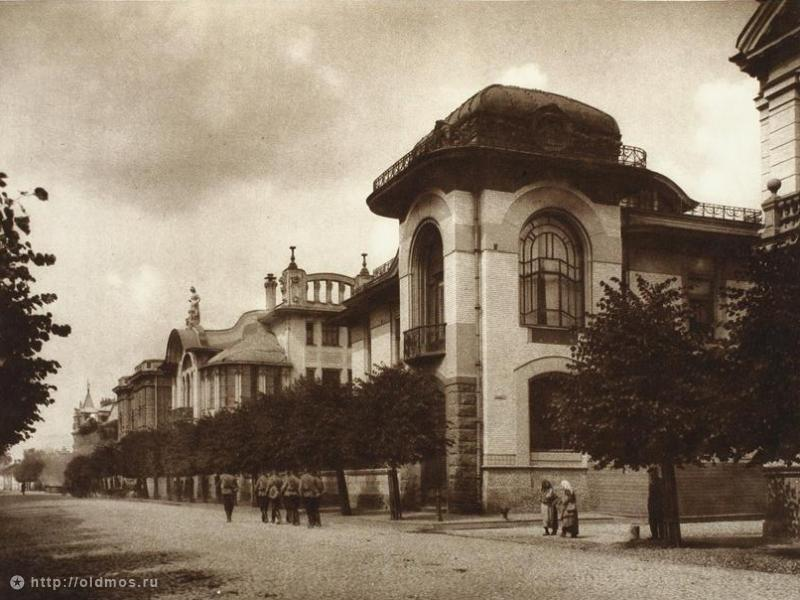
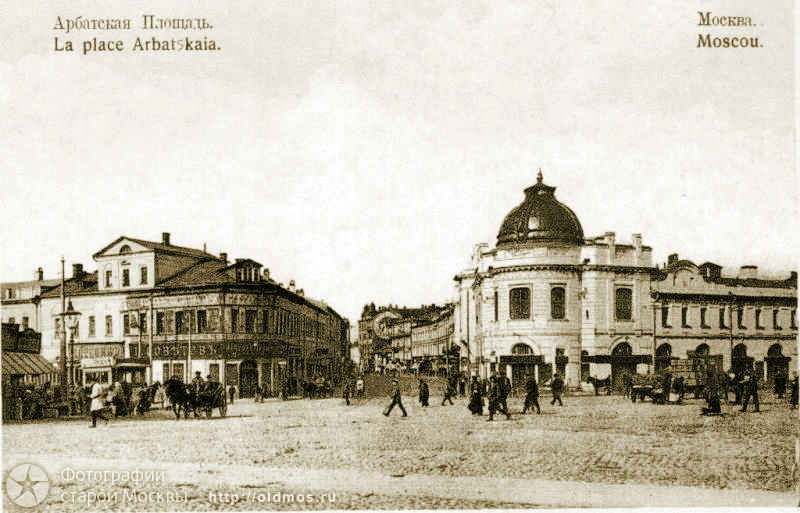
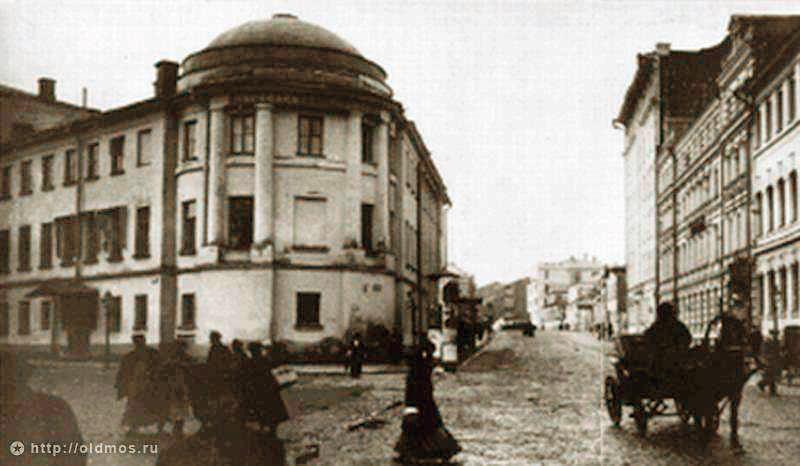
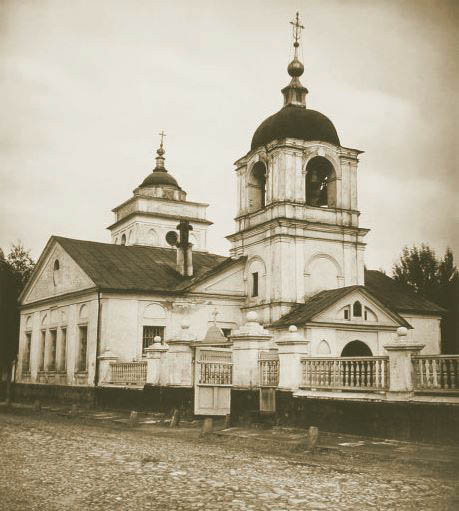
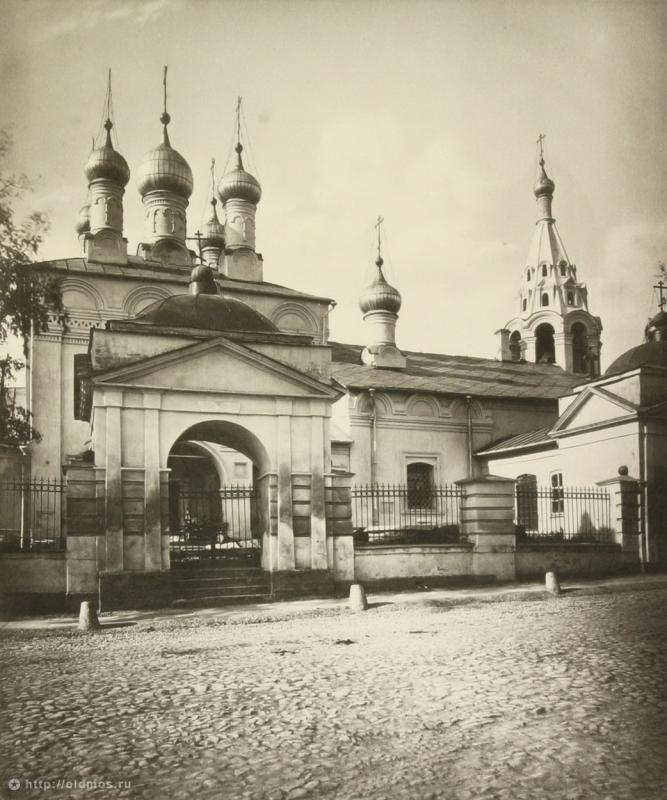

Während der Revolution 1905 und der Oktoberrevolution 1917 fanden hier Kämpfe statt (1905 zwischen Regierungstruppen und dem Proletariat, 1917 zwischen Bolschewiki und Anarchisten/Junker).

### Sowjetische Periode
Nach der Oktoberrevolution wurde die Powarskaja-Straße zur Gänze asphaltiert und mit Straßenlampen ausgestattet. 1923 wurde sie in Worowskowo-Straße umbenannt – zur Erinnerung an W. W. Worowski. In den 1920er- bis 1930er-Jahren wurde eine Reihe von Gebäuden zerstört. Einige Häuser wurden im Stil des Konstruktivismus neu gebaut. In dieser Zeit zog das Weltliteraturinstitut sowie weitere literarische Organisationen wie der Schriftstellerverband der UdSSR in die Powarskajy. In den 1940er- bis 1950er-Jahren wurde das Gebäude des Obersten Gerichts der UdSSR, ein Wohnhaus und das Haus des Gnessin-Instituts gebaut. In den 1960er-Jahren wurden Gebäude am Anfang der Straße für den Bau der Neue-Arbat-Straße (Kalininski-Projekt) abgerissen. Dadurch verlor die Powarskaja-Straße den Ausgang zum Arbatskaja-Platz und wurde so verkürzt.

### Zeitgenössische Periode

Karte

1994 wurde die Worowskowo-Straße wieder in Powarskaja umbenannt. Heute haben viele Gebäude „Denkmalschutz-Status“. Hier befinden sich die Botschaften von: Norwegen, Zypern, Kamerun, Afghanistan, Neuseeland, Deutschland und Ungarn sowie ein litauisches Kulturzentrum. Es gibt Denkmäler von L. N. Tolstoi, M. Gorki und I. A. Bunin. Außerdem befand sich hier bis 2010 ein Naturdenkmal, eine 200 Jahre alte Ulme, die allerdings während der extremen Hitze im Sommer 2010 abgestorben ist. Anfang des 21. Jahrhunderts wurden noch zwei neue Gebäude errichtet – ein Wohnhaus und der Komplex des Obersten Gerichtshofes.

## Sehenswürdigkeiten
An der Powarskaja-Straße finden sich viele markante oder historisch bedeutende Bauwerke.

### Seite mit ungeraden Hausnummern

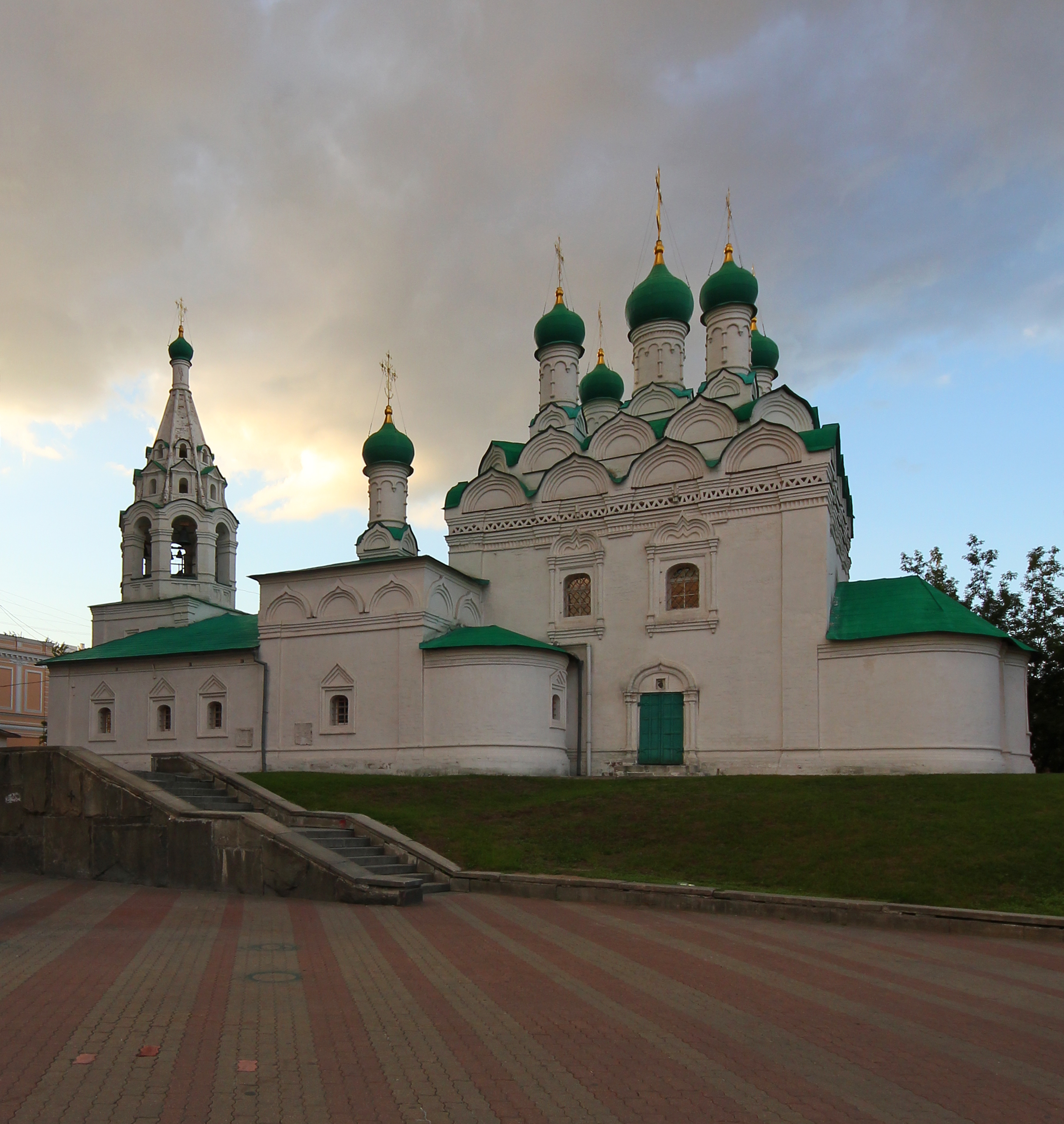

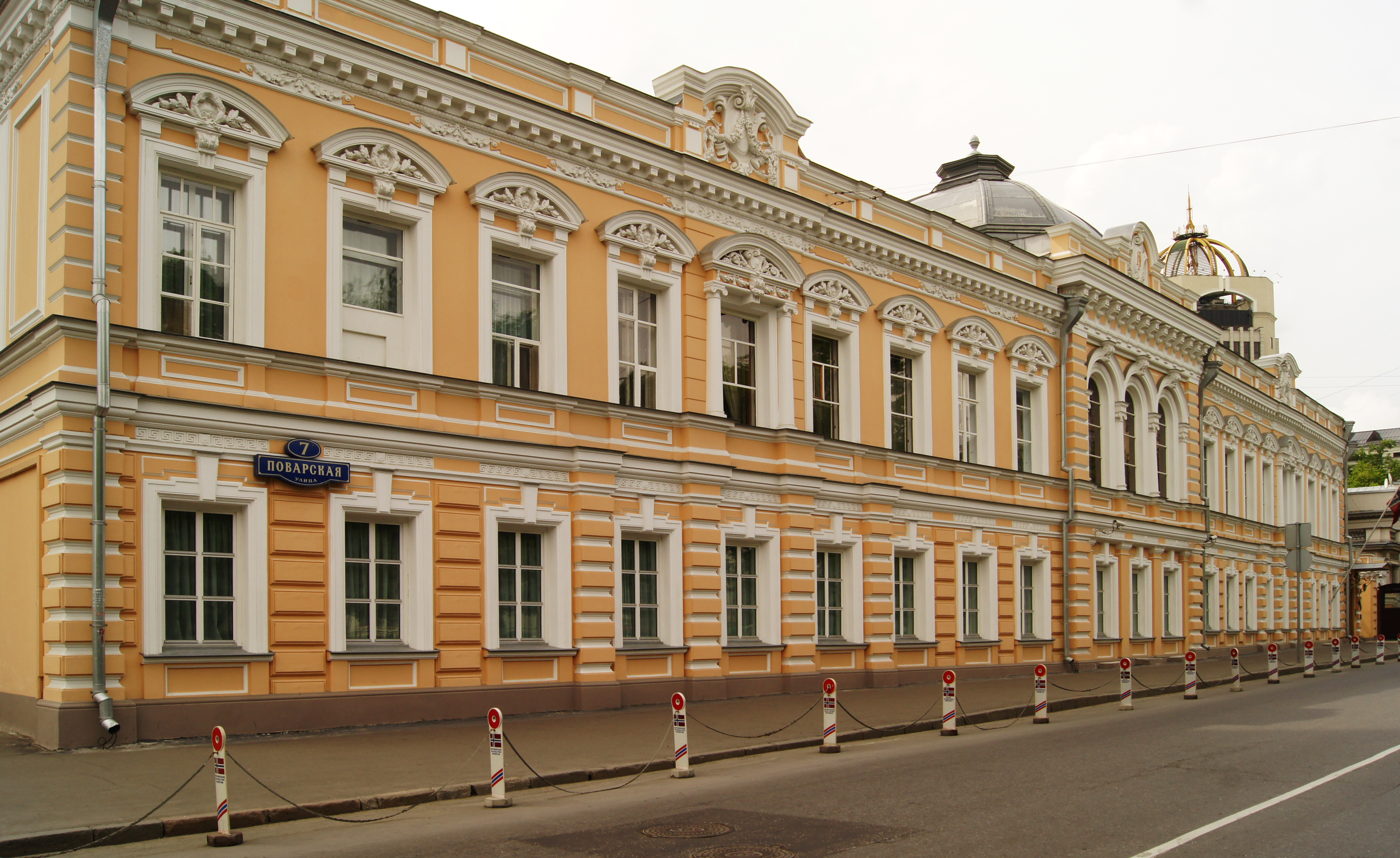
Nr. 7

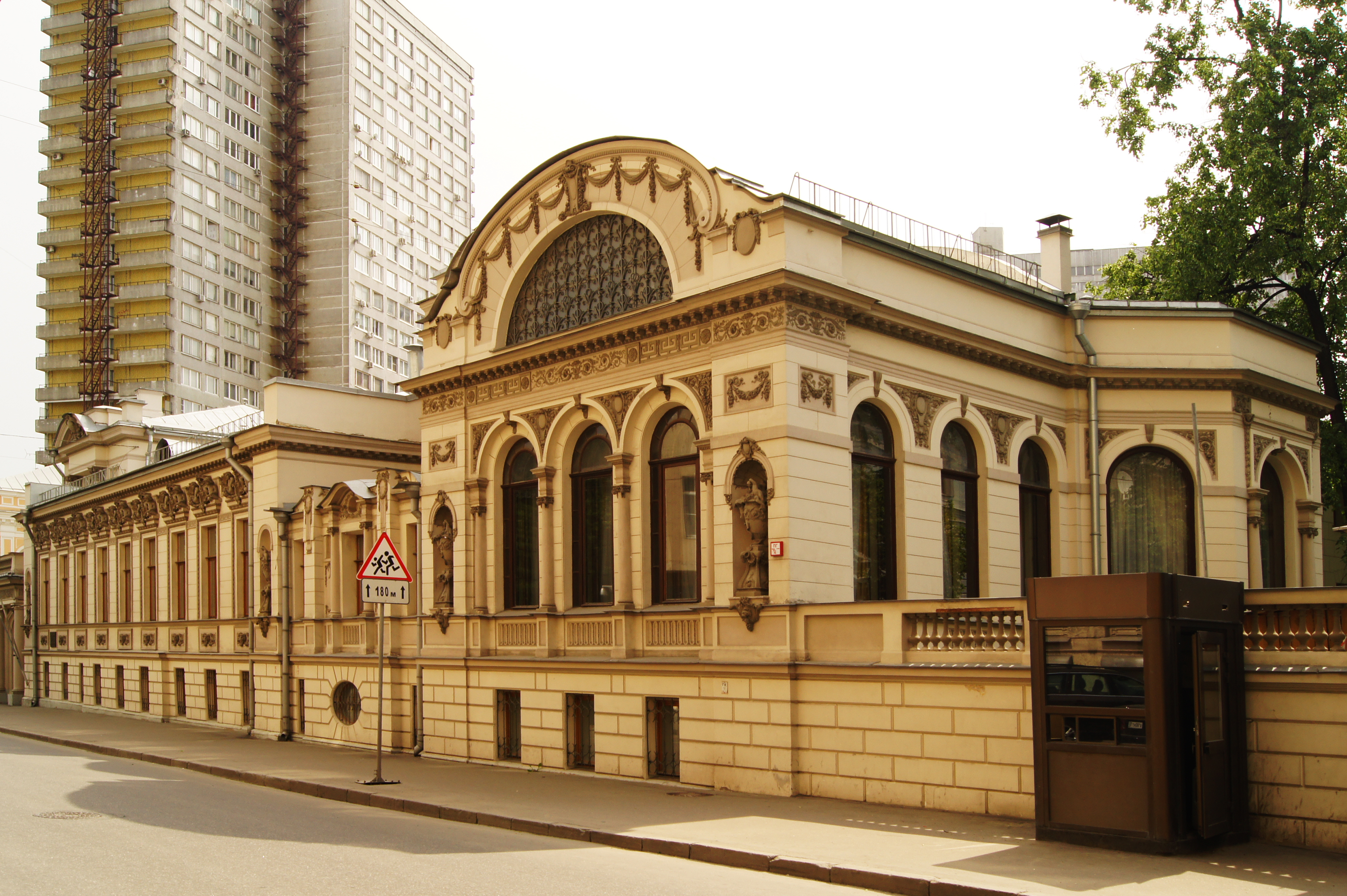
Nr. 9

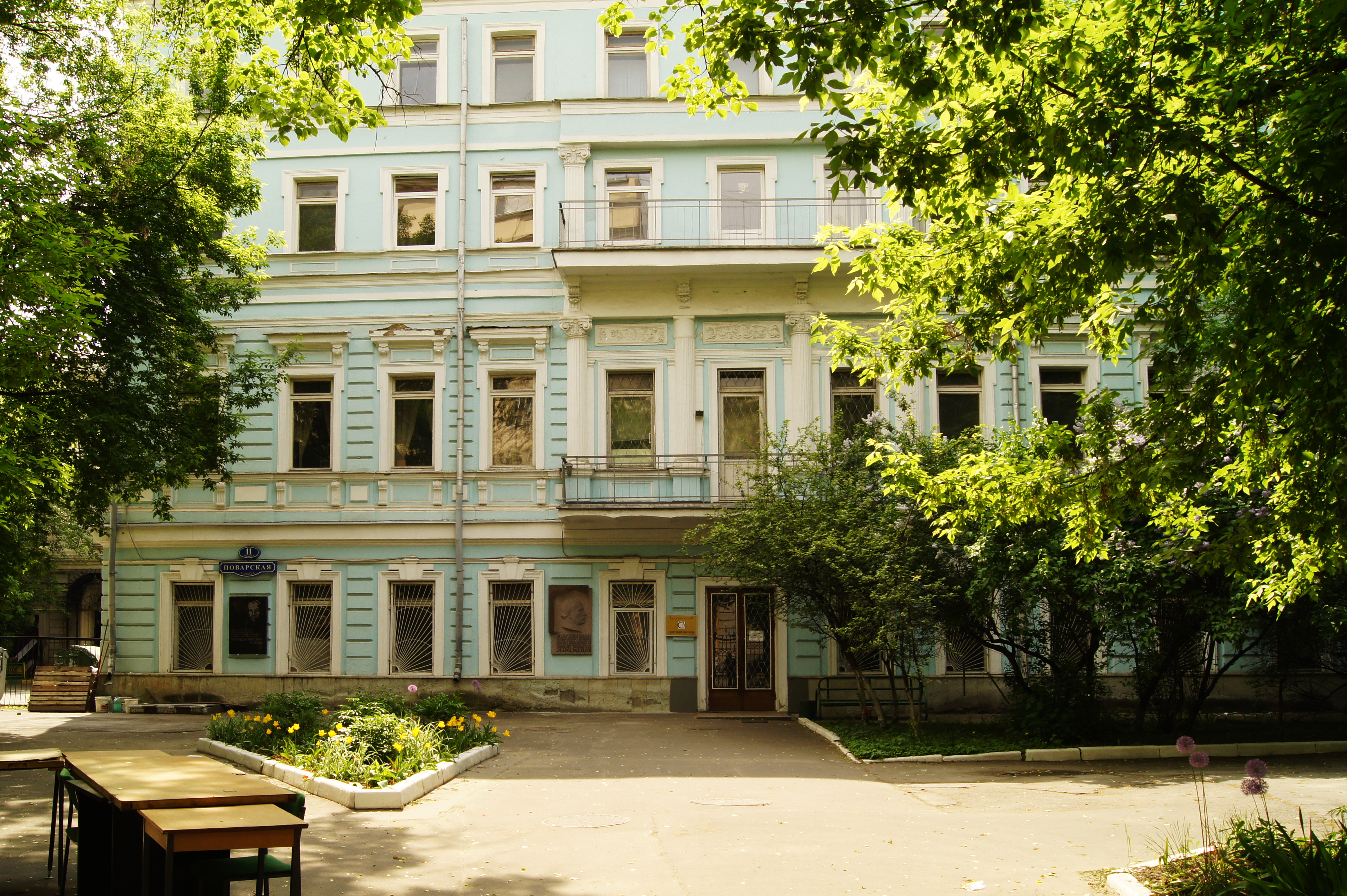
Nr. 11

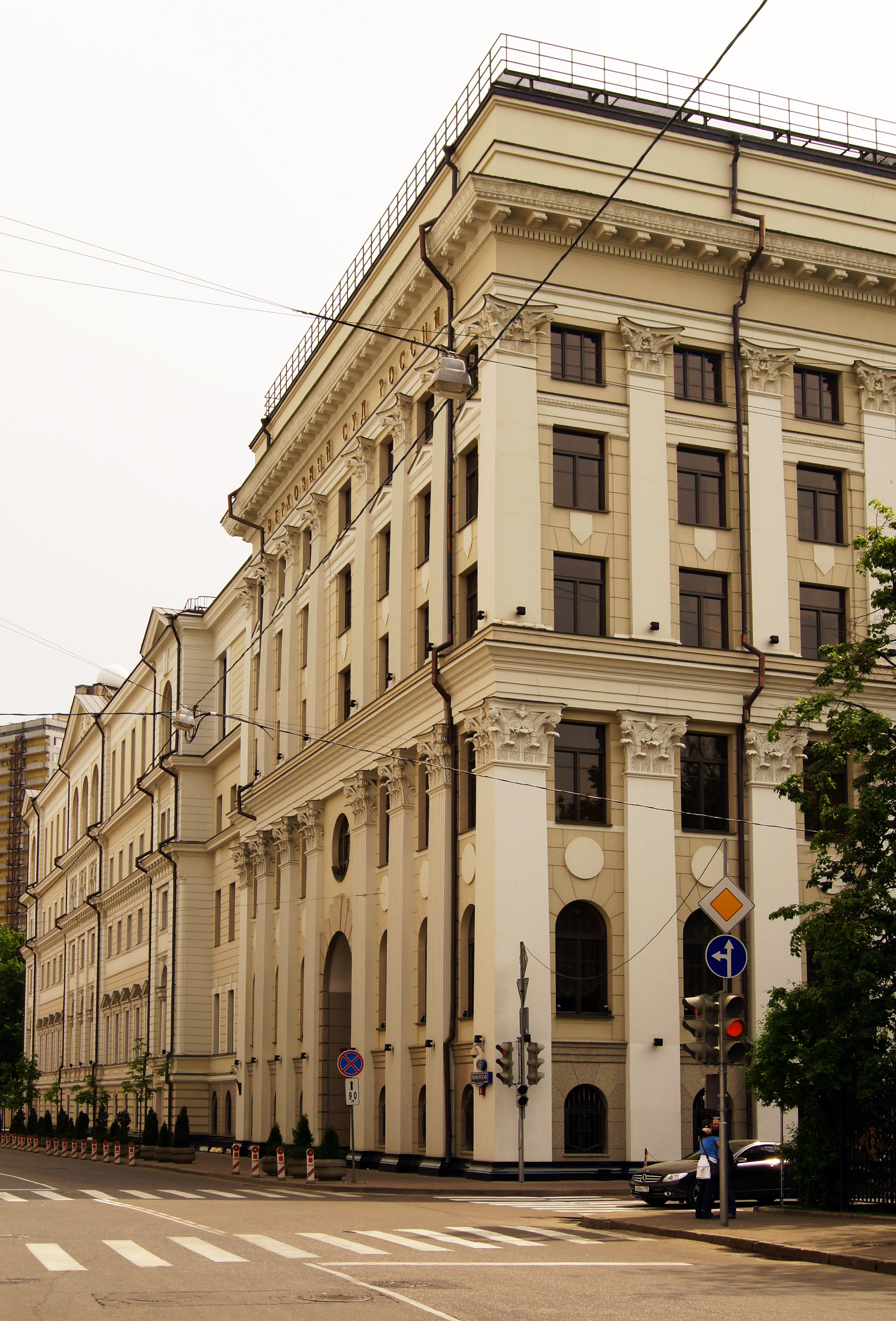
Nr. 13, 15

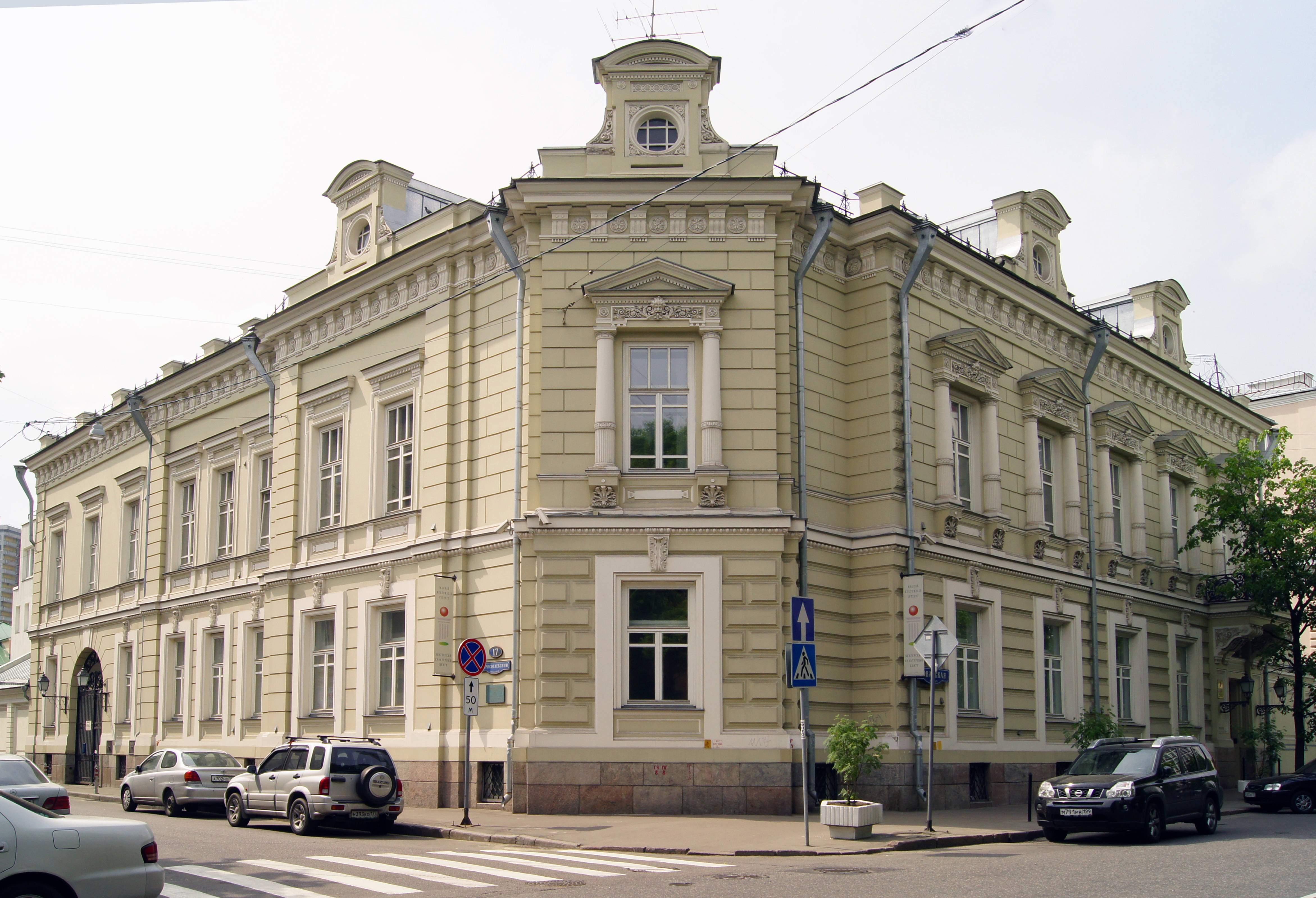

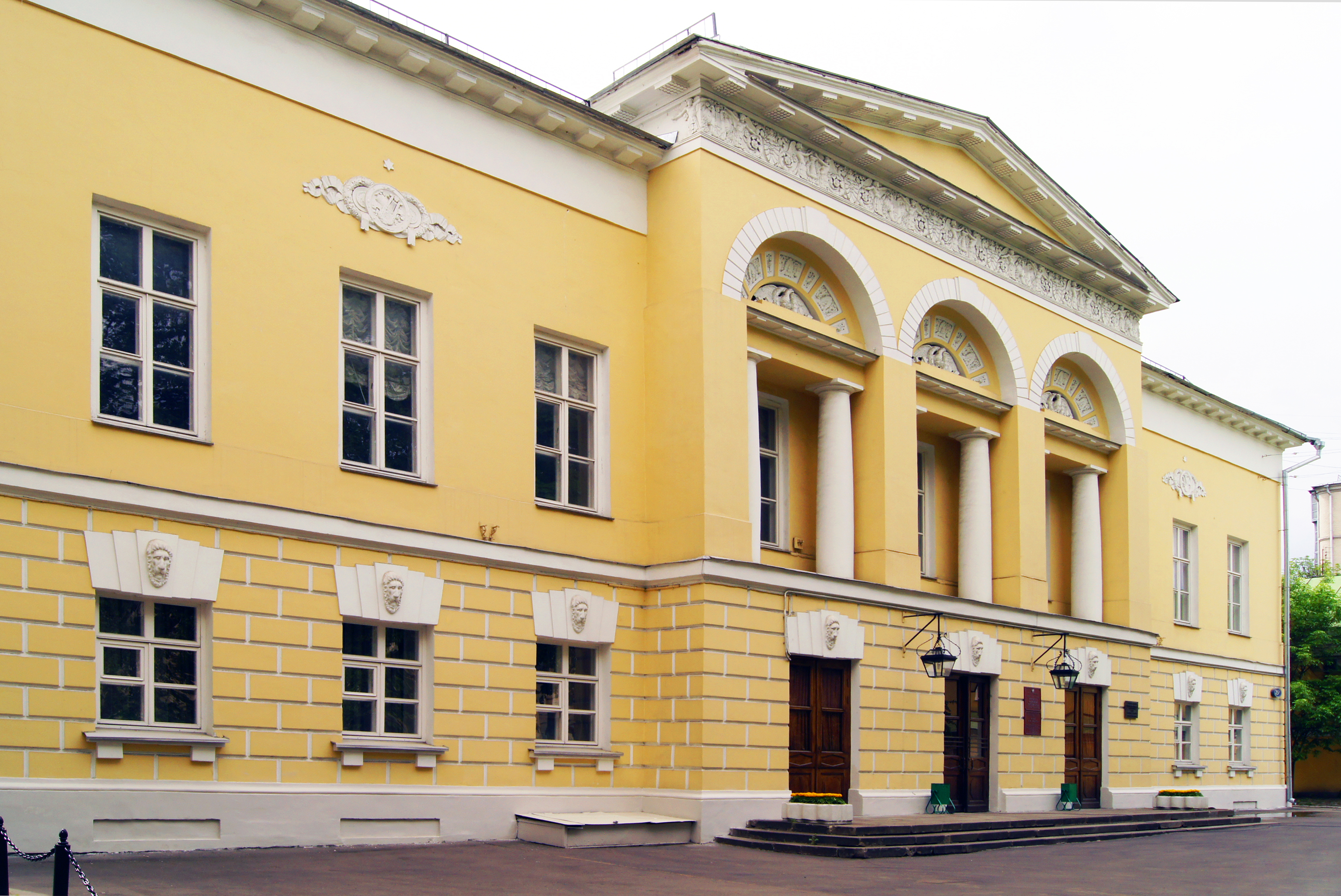
Nr. 25a

- Die Kirche von Simeon Stolpnik mit dem Glockenturm (Nr. 5, 4) wurde nach Befehl von Zar Fjodor Alexejewitsch 1676–1679 im russischen Baustil Moskau usorotschye (rus. Московское узорочье) errichtet. Sie wurde von namhaften Personen besucht, unter anderem war N. W. Gogol Gemeindemitglied der Kirche von 1848 bis 1852). K. P. Pobedonoszew, S. T. Aksakow und andere Prominente wurden hier getraut. Während des Brandes von 1812 wurde das Gebäude stark beschädigt. Nach 1938 wurde die Kirche geschlossen und das Gebäude von verschiedenen Organisationen genutzt. Während der Projektierung der Neue-Arbat-Straße planten Architekten den Abriss der Kirche, aber der Widerstand in der Bevölkerung rettete die Kirche. 1991 wurde sie der Russisch-Orthodoxen Kirche zurückgegeben.

- Das Wohnhaus Gratschyow (Nr. 7) wurde 1816 gebaut (nach anderen Angaben 1820–1822). Erster Besitzer war der Historiker D. I. Nikiforow. Dann lebte (und starb) hier N.A. Miljutin, seit 1873 der Fabrikant M. S. Gratschyow. 1885–1887 wurde das Haus wieder aufgebaut. Seit 1944 befindet sich hier die Botschaft Norwegens. Die Regierung von Norwegen legt großen Wert auf Pflege und Erhaltung dieses Gebäudes und führt regelmäßig Renovierungen und Restaurierungen durch. Nach Aussagen des Botschafters von Norwegen könne das Haus mit dem Königspalast in Oslo konkurrieren.

- Das Wohnhaus Kasakow-Dunker-Zetlin (Nr. 9) wurde 1813 gebaut und 1892 umgebaut, die Innenräume wurden mit Unterstützung von M. A. Wrubel dekoriert. 1910 kaufte O. S. Zetlin das Haus für seinen Sohn, einen Dichter. Hier waren zu Besuch: W. W. Majakowski, M. I. Zwetajewa, M. A. Woloschin, O. E. Mandelstam. Im Herbst 1917 wurde Haus von den Anarchisten belagert. Im Laufe des Sturmes der Bolschewiken (12. April 1918) wurde Gebäude etwas beschädigt. Seit 1950 befand sich hier die Botschaft des Sudan, seit 2004, nach der Restaurierung die Botschaft Zyperns.

- Das Wohnhaus P. M. Tschernow (Nr. 11) wurde Mitte des 18. Jahrhunderts gebaut. Nach 1812 und in den 1870ern wieder aufgebaut. Hier lebten unter anderem Schriftsteller P. I. Melnikow-Petscherski (1875–1876) sowie Komponist und Dirigent M. M. Ippolitow-Iwanow (1870er). N. A. Rimski-Korsakow war hier unter anderen zu Besuch. 1900–1901 folgte der Umbau durch Vergrößerung der Anzahl der Stockwerke, Abriss der Flügeln und andere Baumaßnahmen. Nach der Oktoberrevolution lebten und arbeiteten Beamte im Haus. 1918 arbeitete hier auch J. W. Stalin, damaliger Volkskommissar für Nationalitätenfragen. 1932 wurden zwei Stockwerke aufgebaut. 1974 bis 1991 befand sich hier der Verlag Sowjetischer Schriftsteller.

- Das Gebäude des Obersten Gerichts (Nr. 13, 15) war das Wohnhaus von I. J. Bludow. Es war ursprünglich dreistöckig. Hier lebte 1768–1780 seine Verwandte G. R. Derschawin. 1829–1832 wohnten hier M. J. Lermontow und in den 1890ern Komissarschewskaja. In den 1880ern, 1891–1893 und 1913 wurde das Haus ausgebaut, 1913 wurde ein viertes Stockwerk aufgesetzt. Nach der Revolution arbeitete hier zuerst das Moskau-Gouvernementsgericht, danach das Kriegskolleg des Obersten Gerichtes der UdSSR. Das folgende sechsstöckiges Gebäude (Nr. 15) wurde 1956 an der Stelle der 1952 abgerissenen Kirche eigens für das Oberste Gericht der UdSSR gebaut.

- Das Wohnhaus A. I. Nosenkow / W. A. Balin (Nr. 21/17).  Mitte des 18. Jahrhunderts stand hier ein Wohnhaus aus Holz. Ab 1807 lebte hier S. L. Puschkin, der Vater von A.S. Puschkin. N. M. Karamsin, P. A. Wjasemski, K. N. Batjuschkow waren hier zu Besuch. Der Geschäftsmann A. I. Nosenkow kaufte 1887 das Haus. Er ließ es abreißen und baute nach den Plänen von A. S. Kaminski ein neues Gebäude. Letzter Besitzer dieses Wohnhauses vor der Oktoberrevolution war Geschäftsmann W. A. Balin. Im 1920ern befand sich hier die diplomatische Mission Polen, von 1936 bis 1967 die Botschaft Ungarns, danach verschiedene ungarischen Organisationen. Seit 1999 befindet sich hier ein ungarisches Kulturzentrum.

- Das Gagarin-Gebäude (Nr. 25a). Das Haupthaus wurde 1820–1823 im Empire-Stil nach den Plänen von Domenico Gilardi gebaut (noch bis 1975 galt Architekt Joseph Bové als Planer). Das Gebäude hat keine Kolonnaden, wie das im Empire-Stil oft üblich ist, stattdessen Rundbögen-Nischen mit Säulen in dorischer Ordnung. Die Löwenkopf-Maskaronen fertigte Gawriil Samarajew an. Erster Besitzer war S. S. Gagarin, danach kaufte der Geschäftsmann Ochotnikow aus Pensa das Haus. Ab 1875 lebte hier die älteste Tochter Puschkins, Marija Alexandrowna. Seit 1937 wird das Gebäude vom Weltliteraturinstitut genutzt. Vor dem Gebäude steht seit 1956 ein Gorki-Denkmal (Bildhauerin W. I. Muchina).

### Seite mit geraden Hausnummern

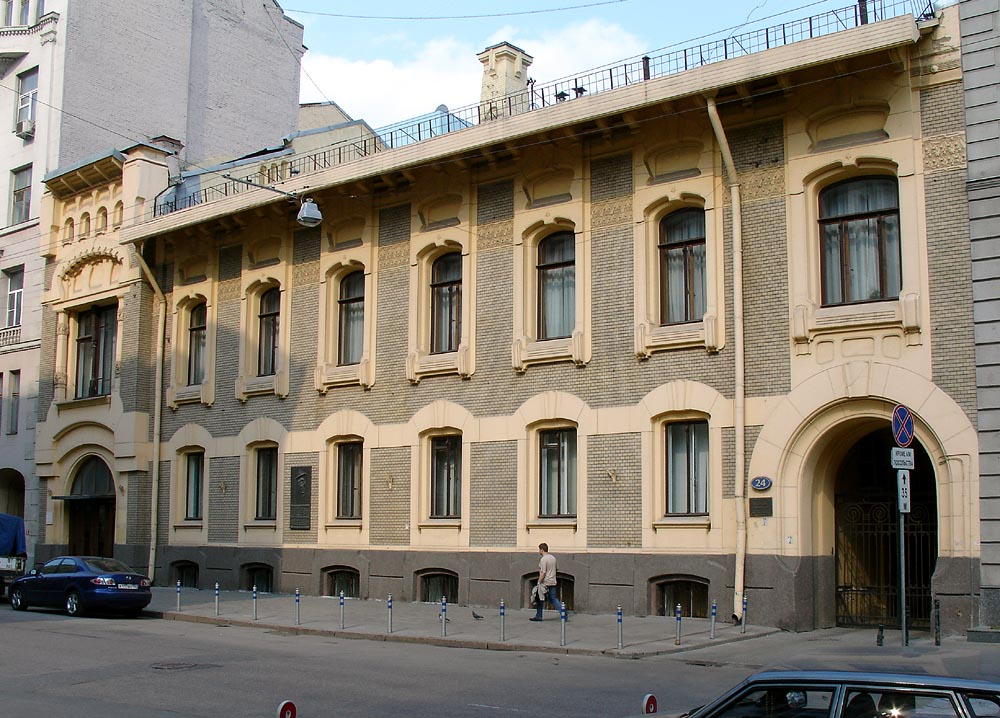
Nr. 24

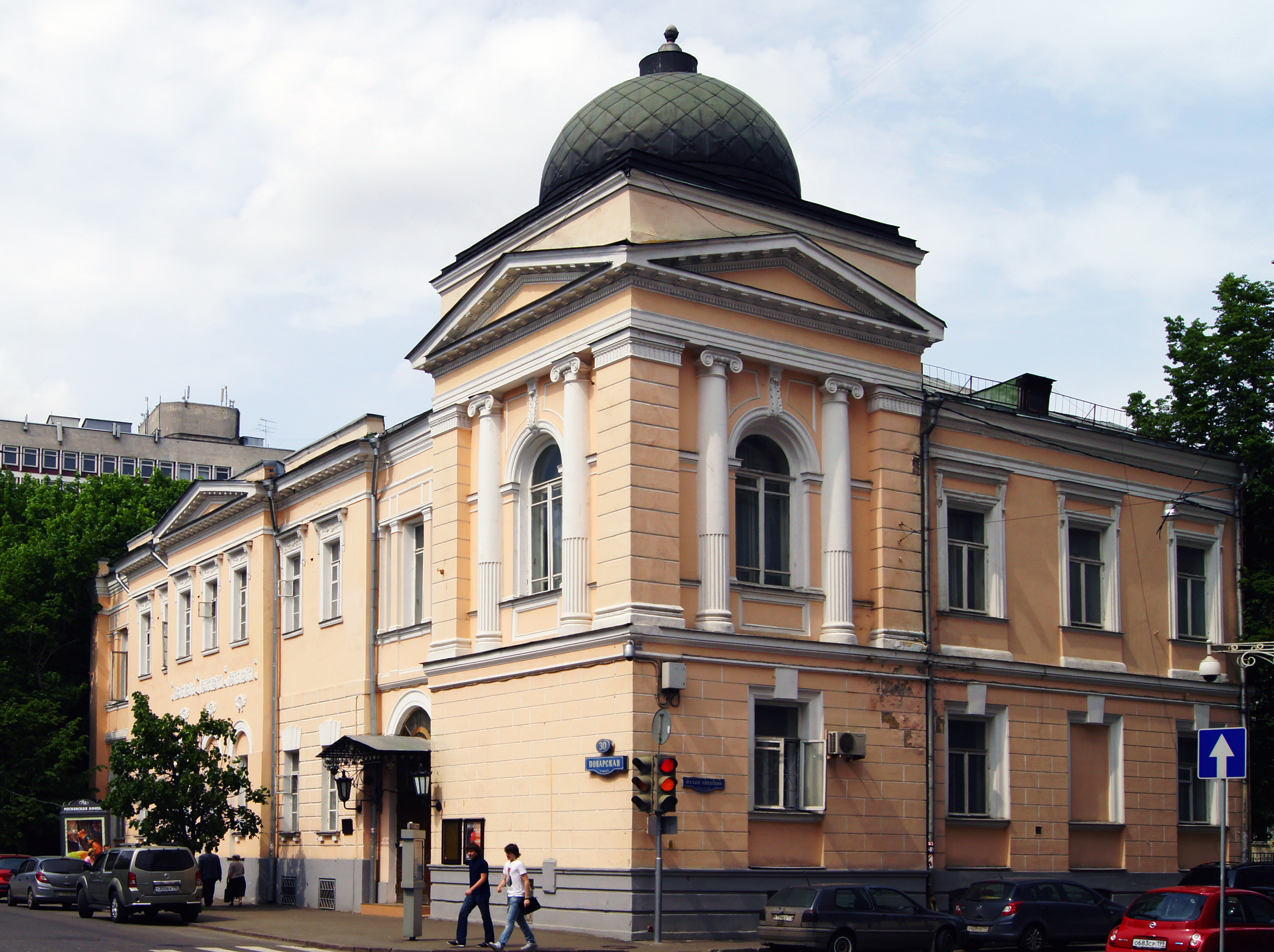

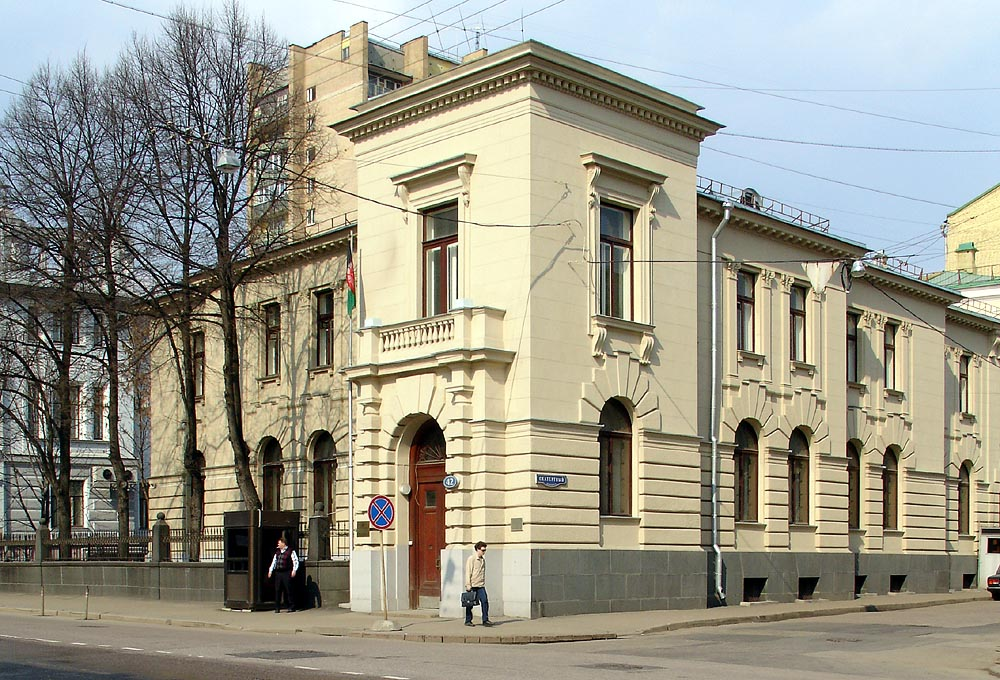
Nr. 42

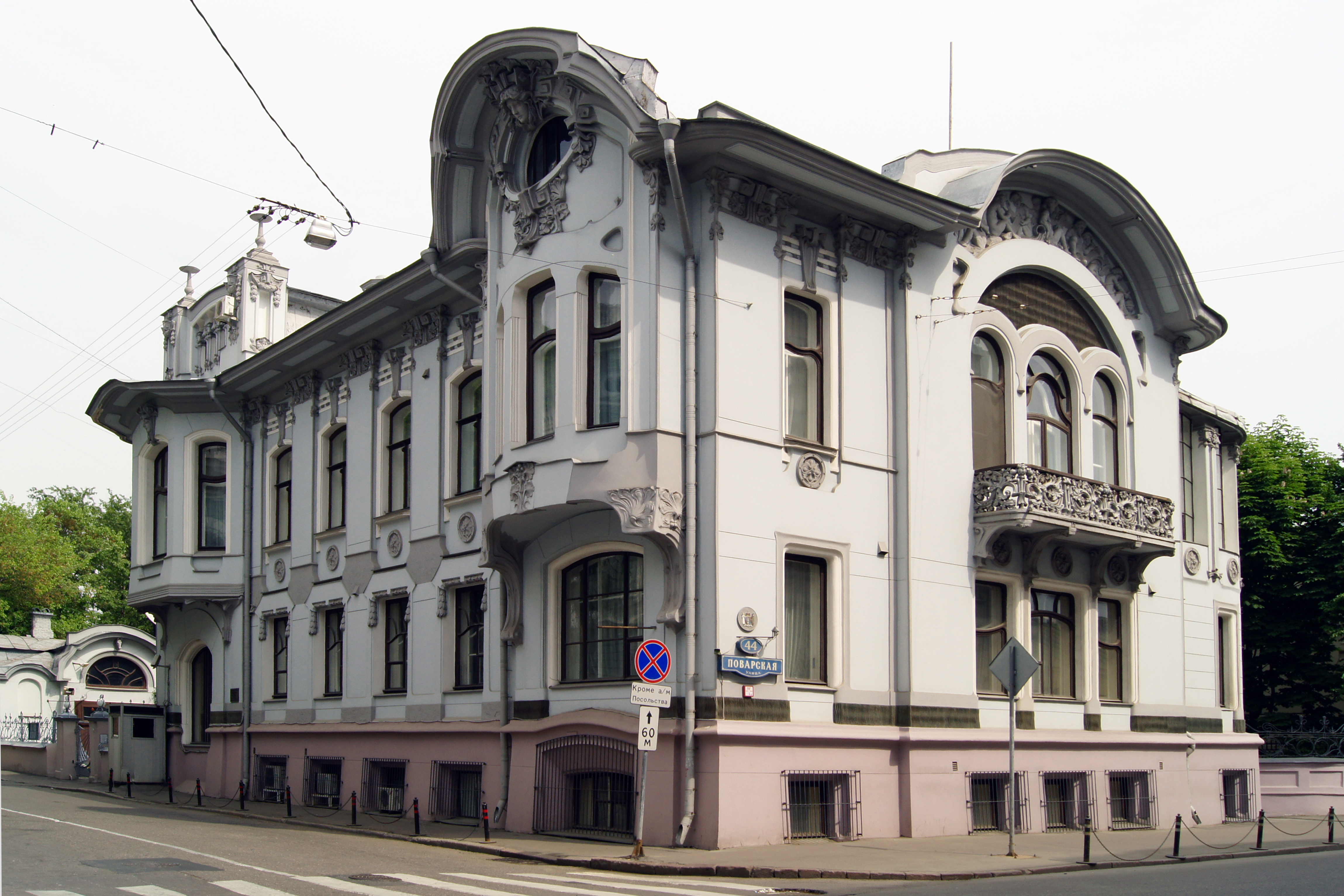

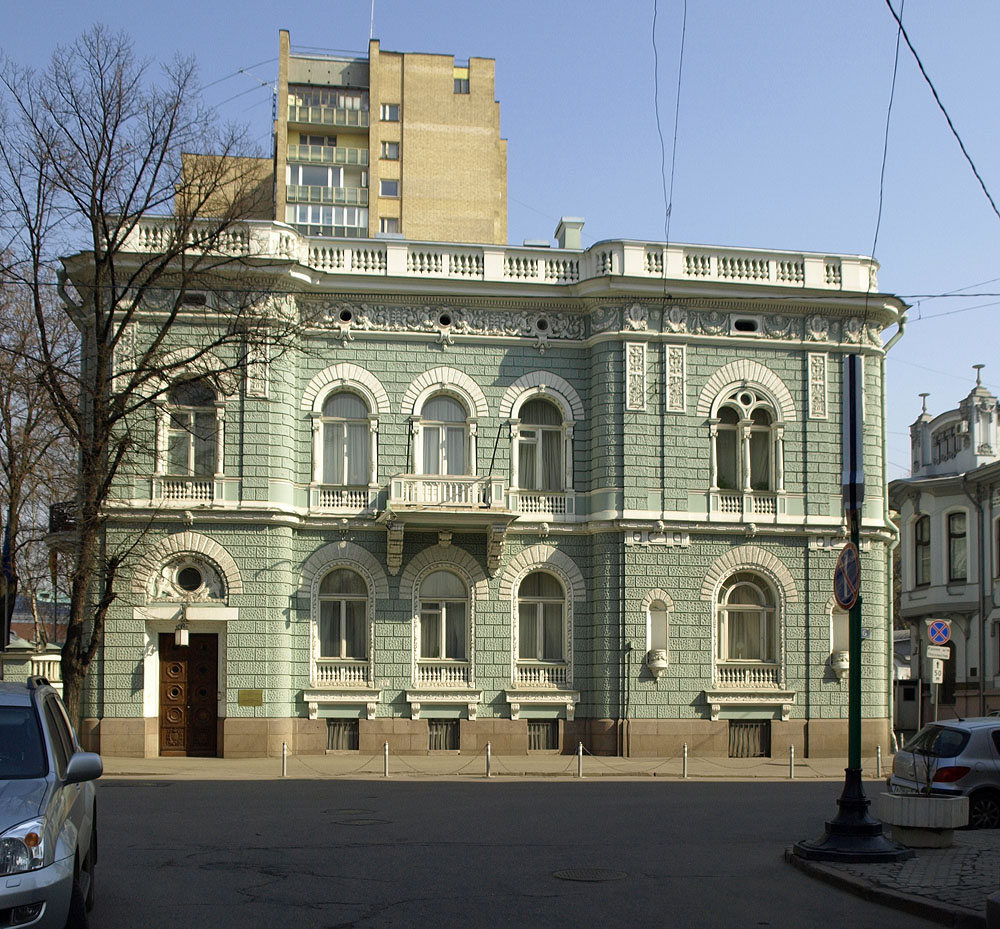
Nr. 46

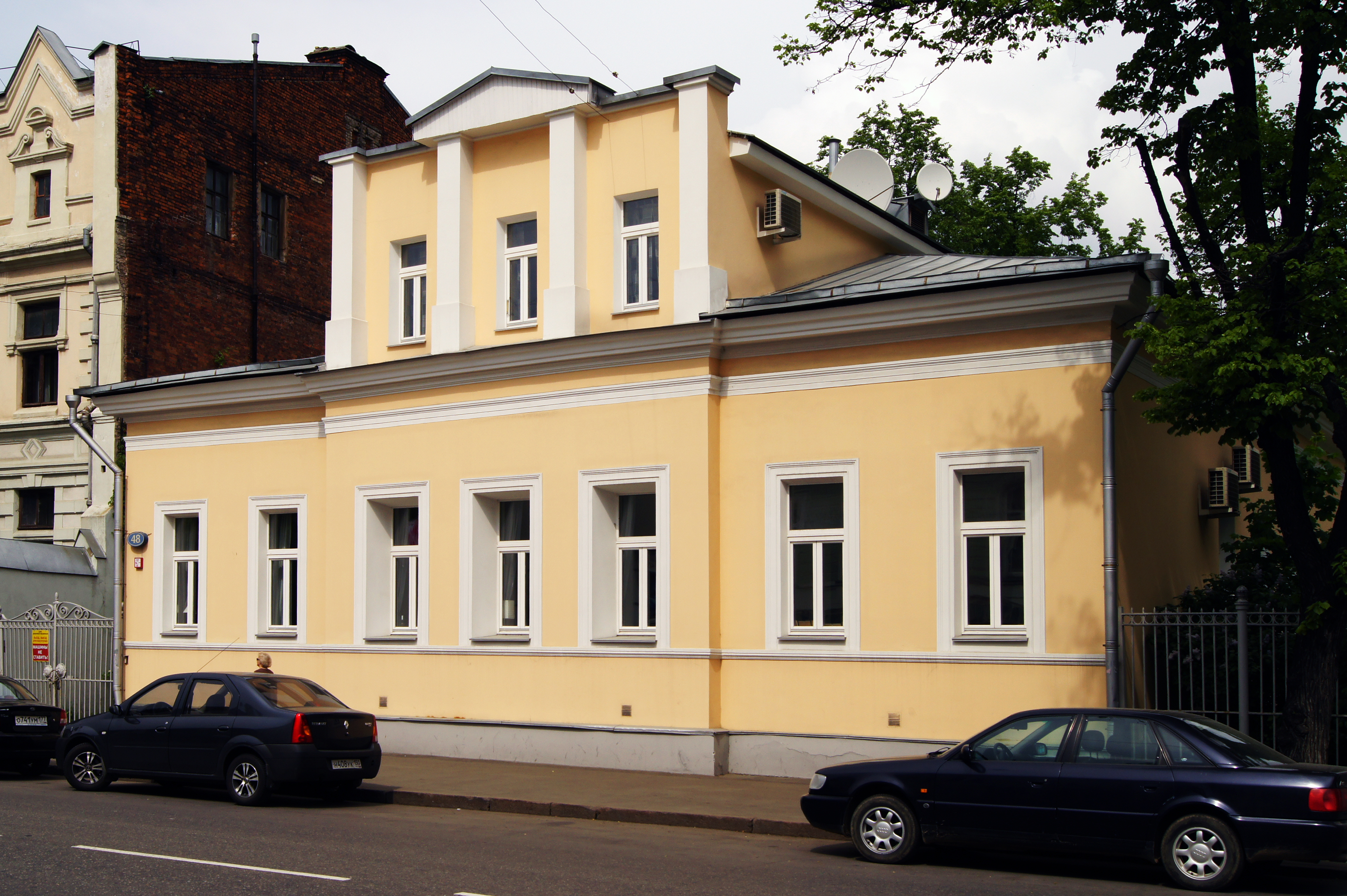
Nr. 48

- Das Wohnhaus M. Saarbekow (Nr. 24) wurde 1899–1890 im Jugendstil nach Plänen der Architekten L. N. Kekuschew und S. S. Schuzman für den Geschäftsmann M. Saarbekow gebaut. Es ist eines der ältesten Jugendstilgebäude Moskaus. Früher standen auf diesem Grundstück alte Herrenhäuser aus Holz, in denen beispielsweise M. J. Lermontow seine Kindheit erlebte. Seit 1920 befand die Botschaft Litauens in diesem Gebäude (seit 1940 LiSSR). Hier lebte zeitweise der Schriftsteller  Antanas Venclova. Jetzt befindet sich hier das litauische Kulturzentrum.

- Gebäude des Gnessin-Instituts (Nr. 30/36, 32, 36-38). Nr. 30/36 von W.N. Ochotnikow wurde 1832–1838 gebaut. Es hatte ursprünglich zwei Gebäudeteile. Erster Besitzer war General-Major K.P. Ofrosimow. 1892 wurde es nach Plänen von A.S. Kaminski umgebaut. Seit den 1950er-Jahren wird das Gebäude vom Gnessin-Institut genutzt. Sie gilt als Elite-Musikhochschule Russlands. Gebäude Nr. 32 wurde 1937–1946 im sozialistischen Klassizismus errichtet, an der Stelle der 1936 abgerissenen Kirche aus dem Ende des 17. Jahrhunderts. Hier befindet sich auch  das Museum zu Ehren von Jelena Gnessina, die das Institut zusammen mit ihren Schwestern gegründet und 72 Jahre lang geleitet hatte. Das 13-stöckige Gebäude Nr. 36–38 wurde 1974 gebaut, und zwar am Grundstück des 1965 abgerissenen Eigenheimes von A. D. Samarin.

- Das Gebäude Ponisowski (Nr. 42/1) wurde 1903 nach Plänen von L. N. Kekuschew im Jugendstil gebaut; 1914–1915 wurden die Fassaden in klassizistischem Stil umgestaltet. Dadurch verlor das Haus alle Merkmale des Jugendstils. Das Haus hat für den Anfang des 20. Jahrhunderts eine bahnbrechende Bauform, als Vorgänger des Konstruktivismus. Bemerkenswert ist auch das Dekor, unter anderem mit persönlichen Gegenständen von Napoleon und Gemälden von berühmten Künstlern. Seit den 1920er-Jahren befindet sich hier die Botschaft Afghanistans.

- Das Wohnhaus I. A. Mindowski (Nr. 44/2) ist eines der herausragenden Jugendstil-Gebäude Moskaus. Es wurde 1903–1904, ebenfalls nach den Plänen von L. N. Kekuschew, gebaut und vom Fabrikant I. A. Mindowski zwischen 1904 und 1909 gekauft. Mindowskis Kinder besaßen das Haus bis zur Oktoberrevolution. 1924 wurde das Gebäude der diplomatischen Mission Schwedens übergeben, danach wurde es bis 1972 als Residenz des Botschafters genutzt. Seit 1972 befindet sich hier die Botschaft Neuseelands mit Botschafterresidenz. Aufgrund einer großen erfolgreichen Restaurierung des Gebäudes erhielt die Botschaft Neuseelands eine Auszeichnung der Regierung Moskaus „Für die Achtung der Kultur Russlands“ (Russ. За уважение к культуре России).

- Das Wohnhaus J. R. Schlossberg (Nr. 46) – Residenz des Botschafters Deutschlands wurde 1910–1911 nach den Plänen des polnischen Architekten A. N. Seeligson im Renaissance-Stil gebaut, der im Russischen Kaiserreich 1907–1917 tätig war. Die Innenräume sind im Jugendstil, Empire und späten Rokokostil gestaltet. Am Ende der 1920er-Jahre befanden sich hier kommerzielle und diplomatische Missionen des Britischen Weltreichs. Seit 1956 befindet sich hier die Residenz des Botschafters der Bundesrepublik Deutschland.[2]

- Das Wohnhaus A. N. Wolkonskaja (Nr. 48) ist das einzige noch erhaltene Haus aus Holz in der Powarskaja-Straße. Das einstöckige Haus mit Mezzanin wurde 1815 von einem unbekannten Architekten gebaut. Ähnliche Gebäude waren typisch für die Powarskaja in der ersten Hälfte des 19. Jahrhunderts. 1858 gehörte das Haus K. P. Naryschkin. Sein Freund Alexandre Dumas der Ältere war anlässlich seiner Russland-Reise hier zu Besuch. Hier genoss er, nach seinen Worten, „königliche Gastfreundschaft“. Daneben steht noch ein einzelnes Gebäude, das auch aus Holz ist, 1802 gebaut wurde und den Brand von Moskau (1812) überstanden hat.